# Leandro Locsin
Leandro Valencia Locsin, né le 15 août 1928 à Silay, dans la province de Negros occidental et mort le 15 novembre 1994 à Makati, est un architecte, artiste et dessinateur d'intérieur philippin. Il a dessiné nombre de bâtiments modernes adaptés au climat et au style de vie des Philippines.
Il a étudié l’architecture à l’Université de Santo Tomas à Manille.

## Œuvre
Il a produit 75 logements et 88 bâtiments comprenant 11 églises, 23 bâtiments publics et 48 bâtiments commerciaux dont :
- Le Istana Nurul Iman : résidence officielle du Sultan de Brunei à Bandar Seri Begawan
- Le Musée Ayala
- Le Centre culturel des Philippines :
  - Le Centre des arts nationaux
  - Le Centre Philippin de congrès international

## Distinctions
- Artiste national des Philippines pour l'architecture (1990)
- Prix de la culture asiatique de Fukuoka (1992)